# 105 Лісоучасток
105 Лісоучасток (рос. 105 Лесоучасток) — присілок у Думіницькому районі Калузької області Російської Федерації.
Населення відсутнє. Входить до складу муніципального утворення Присілок Дубровка.

## Історія
Від 2004 року входить до складу муніципального утворення Присілок Дубровка.

## Населення
| 2002 | 2010 |
| ---- | ---- |
| 4    | ↘0   |